# Операция „Адлертаг“
Операция „Адлертаг“ от 13 август 1940 година е военна операция в Англия на по време на Битката за Британия през Втората световна война.
Тя е начален етап на планираната Операция „Адлерангриф“, с която военновъздушните сили на Германия се опитват да нанесат масиран и решителен удар на изтребителната авиация на Великобритания, като по този начин си осигурят въздушно превъзходство в подготовка на планирания десант в Англия. Операцията нанася значителни щети, но не успява да уязви съществено британската авиация. През следващите седмици германците продължават въздушната си кампания, но без да постигнат планираните резултати, което ги принуждават да се откажат от десантната операция.